# روبرت رايس رينولدز
روبرت رايس رينولدز (بالإنجليزية: Robert Rice Reynolds)‏ هو محامي وناشط سلام وصحفي وسياسي أمريكي، ولد في 18 يونيو 1884 في الولايات المتحدة، وتوفي في 13 فبراير 1963 في نفس البلد. حزبياً، نشط في الحزب الديمقراطي. وقد انتخب عضو مجلس الشيوخ الأمريكي (5 ديسمبر 1932 – 3 يناير 1945).